# 1253 Frisia
Frisia (asteroide 1253) é um asteroide da cintura principal com um diâmetro de 26 quilómetros, a 2,4761162 UA. Possui uma excentricidade de 0,2154919 e um período orbital de 2 048,13 dias (5,61 anos).
Frisia tem uma velocidade orbital média de 16,7650931 km/s e uma inclinação de 1,34966º.
Esse asteroide foi descoberto em 9 de Outubro de 1931 por Karl Reinmuth.